# Gilbert
Gilbert – imię męskie pochodzenia germańskiego. Wywodzi się od słów gisel – przysięga i beracht – jasny. Imię zostało wprowadzone do języka angielskiego przez Normanów, a potem spopularyzowane dzięki XII-wiecznemu św. Gilbertowi.
Gilbert imieniny obchodzi:
- 4 lutego, jako wspomnienie św. Gilberta z Sempringham,
- 13 lutego, jako wspomnienie św. Gilberta – biskupa Meaux,
- 16 lutego.

Znane osoby noszące imię Gilbert:
- Gilbert Keith Chesterton, pisarz, eseista, apologeta chrześcijański, konwertyta
- Gilberto Agustoni, kardynał katolicki
- Gilbert Bécaud, francuski piosenkarz, kompozytor i aktor
- Gilbert Fuchs, niemiecki łyżwiarz figurowy
- Giba – Gilberto Godoy – siatkarz brazylijski
- Gilbert Van Binst, były belgijski piłkarz.

Znane osoby noszące nazwisko Gilbert:
- William Gilbert – fizyk
- David Gilbert, angielski snookerzysta
- Paul Gilbert, muzyk
- Philippe Gilbert, belgijski kolarz szosowy, mistrz świata.

Znane postacie literackie noszące imię Gilbert:
- Gilbert Blythe – jedna z głównych postaci serii książek Lucy Maud Montgomery Ania z Zielonego Wzgórza